# Macuilocatl
Macuilocatl är en ort i Mexiko.   Den ligger i kommunen Tampacán och delstaten San Luis Potosí, i den sydöstra delen av landet, 220 km norr om huvudstaden Mexico City. Macuilocatl ligger 184 meter över havet och antalet invånare är 504.
Terrängen runt Macuilocatl är kuperad åt sydost, men åt nordväst är den platt. Runt Macuilocatl är det ganska tätbefolkat, med 80 invånare per kvadratkilometer. Närmaste större samhälle är Tampacan, 1,9 km norr om Macuilocatl. I omgivningarna runt Macuilocatl växer huvudsakligen savannskog.